# نگککلائو
نگککلائو (به لاتین: Ngkeklau) یک منطقهٔ مسکونی در پالائو است. نگککلائو ۰٫۳ کیلومتر مربع مساحت دارد ۳ متر بالاتر از سطح دریا واقع شده‌است.